# Robert Napier & Sons

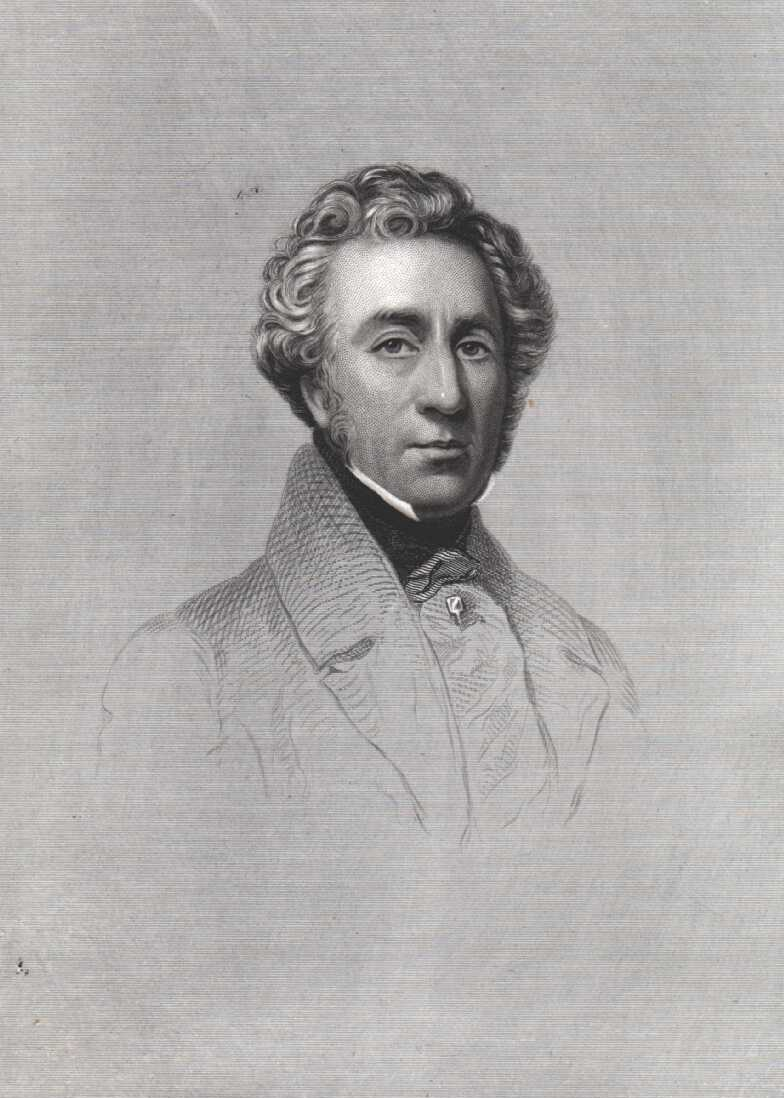
Robert Napier

Robert Napier & Sons war ein Maschinen- und Schiffbauunternehmen in Govan, Glasgow in Schottland. Das Unternehmen bestand von 1811 bis 1900 und gilt als Wegbereiter im Dampfschiffsbau und als Schrittmacher des Schiffbaus am Fluss Clyde.

## Geschichte

### Gründungsjahre
Das Unternehmen wurde 1811 als Kesselfabrik Camlachie Foundry in Gallowgate bei Glasgow durch den Gießereibesitzer John Napier gegründet. Im Folgejahr baute man den Dampfkessel der Comet, des ersten Handelsschiffs mit Dampfantrieb. Als der Firmengründer 1813 starb, führte sein erst 23-jähriger Sohn David Napier den Betrieb zunächst für vier Jahre mit einem Teilhaber fort. Im Jahr 1818 baute Napier die Maschine für den ersten zwischen Dover und Calais verkehrenden Kanaldampfer, die bei der Werft William Denny and Brothers erbaute Rob Roy.

### Robert Napier

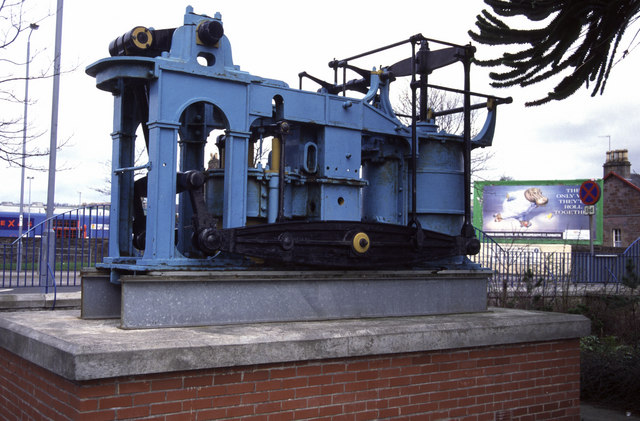
Dampfmaschine der Leven

Zwei Jahre später trat David Napiers Vetter Robert als Maschinenbauer und Schmied der Camlachie Foundry in das Unternehmen ein. Robert Napier begann mit einer fünfjährigen Lehre in der Schmiede seines Vaters und führte seine Karriere in Edinburgh bei Robert Stevenson fort. Nachdem er seit 1815 selbstständig gearbeitet hatte, mietete er die Kesselwerkstatt seines Cousins und stellte eine Zeitlang hauptsächlich Betriebsdampfmaschinen her. Die erste Schiffsmaschine konstruierte Robert Napier 1823 als Seitenbalancierdampfmaschine des bei James Laing gebauten Dampfers Leven. Die Maschine wurde später in einem anderen Schiff, der Queen of Beauty, weiterverwendet. Eine Maschine dieses Typs ist bis heute als Denkmal in Dumbarton erhalten. Napier baute 1827 die Maschinen für die beiden Siegerfahrzeuge der August-Regatta des Northern Yacht Club, der Clarence und der Helensburgh. Die Kesselfabrik zog 1828 um und widmete sich als Vulcan Foundry vollkommen dem Schiffsmaschinenbau. Ab etwa 1830 wurde bei Napier an der Entwicklung der Turmdampfmaschine gearbeitet. Während dieser Entwicklung soll David Napier gegen Mitternacht eine Konstruktionsidee der Maschine mit Kreide auf den Boden seines Zimmers gezeichnet und einen Hausangestellten zu David Tod gesandt haben. Tod kam so schnell wie möglich, da er vermutete, sein Arbeitgeber sei krank. Gegen Morgen war die Konstruktionsidee besprochen und von einem Zeichner umgesetzt.
Bis 1833 wurden 45 Schiffsmaschinen fertiggestellt. David Napier zog nach London, wo er eine neue Maschinenfabrik gründete und Robert Napier führte die Vulcan Foundry alleine weiter. 1835 baute Robert Napier die ersten Dampfmaschinen für Seeschiffe und kaufte, nachdem die beiden Mitarbeiter David Tod und John MacGregor den Kauf abgelehnt hatten, die Lancefield Foundry, welche (mit späteren Erweiterungen) lange Zeit im Maschinenbau tätig war. Im selben Jahr stellte er auch eine Maschine für den Dampfer Berenice der East India Trading Company her. Damit schlug sie ihr Schwesterschiff Atlanta auf der Jungfernreise nach Indien um 18 Tage. Weitere drei Jahre später baute man die Maschinen der 500 Tonnen-Yacht Fire King, die mit 15 Knoten Geschwindigkeit als eines der schnellsten Schiffe ihrer Zeit gilt. Ebenfalls 1838 gewann Napier einen Auftrag der britischen Admiralität zum Bau von zwei Schiffsmaschinen. Zwar wurde er zunächst wieder aus dem Geschäft herausgedrängt, bewies aber bei einer Untersuchung des Parlaments, dass seine Maschinen preiswerter und zuverlässiger waren als vergleichbare Maschinen der üblicherweise von der Admiralität mit dem Bau beauftragten Werften an der Themse. Daraufhin gelang es ihm in der Folgezeit, zahlreiche Aufträge der Admiralität zu erhalten.

### 1840er Jahre
Das Jahr 1840 bildete einen Markstein des Unternehmens. Es wurden in relativ kurzer Zeit vier Schiffsmaschinen für Überseedampfer gebaut und ein Auftrag der Britischen Regierung gewonnen, die Maschinen der Schiffe Vesuvius und Stromboli zu bauen. Napier gelang ein Vertrag mit Samuel Cunard, James Donaldson, Sir George Burns und David MacIver als Mitgründer der British and North American Royal Mail Steam Packet Company. Zwischen 1840 und 1865 wurden alle Maschinen für Neubauten der Reederei bei Napier gebaut. Außerdem kamen 1840/41 eine Werft in Govan, die bis 1852 als Robert Napier Shipyards firmierte, und die Parkhead Forge Steelworks hinzu. Die Werften wurden bald von James R. Napier geführt.
1842 stellte Napier William Denny als Chefzeichner ein, der später zusammen mit seinem Bruder Peter die Werft Denny Brothers in Dumbarton gründete. Die Werft in Govan stellte ihre Produktion auf den Eisenschiffbau um. Erstes Schiff der neuen Werft war der Dampfer Vanguard. Die Werft gewann den Auftrag der Royal Navy, die Jackal, die Lizard und die Bloodhound zu bauen.

### R. Napier & Sons
In den Jahren 1852–1853 traten die beiden Söhne Robert Napiers, James und Robert, als Partner in das Unternehmen ein und der Name änderte sich von R. Napier Shipyards in R. Napier & Sons. Im folgenden Jahr erhielt die Reederei Cunard ihr erstes Eisenschiff, den Schaufelraddampfer Persia. 1857 schied James R. Napier aus der Firma aus und gründet einen eigenen Werftbetrieb. Ein weiterer schiffbaulicher Höhepunkt war der 1862 als Abschluss einer Serie für die Cunard-Line gebaute Schaufelraddampfer Scotia. Am 23. Juni 1876 starb Robert Napier, den man später auch „The Father of Clyde Shipbuilding“ (Vater des Schiffbaus am Clyde) nannte. Napiers Chefkonstrukteur Alexander C. Kirk war 1881 für die Konstruktion der ersten zuverlässig einsetzbaren Dreifachexpansionsmaschine für den Dampfer Aberdeen verantwortlich. 1886 wurde die Parkhead Forge an William Beardmore and Company verkauft, die sie bis 1976 weiter betrieb und dann schloss. 1899 übernahm William Beardmore and Company auch die Werft in Govan und verlegte das Unternehmen 1905 nach Dalmuir. Die Napier’s Werft in Govan wurde 1912 an Harland & Wolff weiterverkauft, die sie 1962 endgültig schloss.